# Mas de Vidal (Reus)
El Mas de Vidal és una masia de Reus (Baix Camp) situada a la partida de la Coma, a poca distància de La Canonja, a ponent de la riera de la Boella i al sud del camí de la Canonja a Vila-seca.

## Descripció
Es tracta d'un edifici de planta baixa i un pis, amb una volumetria irregular, i amb una coberta a dues aigües en algun dels seus trams. Mostra una acusada diversitat quant a la mida de les finestres. El mas està rodejat d'imponents xiprers que singularitzen l'indret. L'estat actual del mas, de les basses i els annexos, és bo. Hi ha un caminal arbrat, una placeta davant del mas i palmeres.
Conserva vestigis de les activitats agrícoles a les que es dedicava: cavallerisses pels animals amb els que es treballava el camp, un celler on s'elaborava vi, una era per trillar els cereals, diversos corrals, i unes golfes on es guardaven les collites.